# یواس‌اس گارک (دی‌دی-۷۸۳)
یواس‌اس گارک (دی‌دی-۷۸۳) (به انگلیسی: USS Gurke (DD-783)) یک کشتی است که طول آن ۳۹۰ فوت ۶ اینچ (۱۱۹٫۰۲ متر) می‌باشد. این کشتی در سال ۱۹۴۵ ساخته شد.